# Dedevci
Dedevci (cyr. Дедевци) – wieś w Serbii, w okręgu raskim, w mieście Kraljevo. W 2011 roku liczyła 292 mieszkańców.